# Varvara Alekszandrovna Nyepomnyascsaja
Varvara Alekszandrovna Nyepomnyascsaja, művésznevén Varvara (oroszul: Варвара Александровна Непомнящая, Moszkva, 1983. december 8. – ) orosz zongoraművész.

## Élete, munkássága
Zenei tanulmányait négyéves korában kezdte a moszkvai Gnyeszin Intézet Speciális Zeneiskolájában, tizenegy évig Ligyija Aéekszandrovna Grigorjeva osztályában tanult. Az iskolát 2002-ben fejezte be kitüntetéssel, ezután a Moszkvai Csajkovszkij Állami Konzervatóriumban Mihail Szergejevics Voszkreszenszkijnél tanult tovább, emellett Alekszandr Bondurjanszkij osztályában kamarazenét is tanult. 2011 és 2013 között Jevgenyij Alekszandrovics Koroljov professzornál folytatta tanulmányait a Hamburgi Zene- és Színházi Egyetemen. „Mesésen szerencsés voltam a tanárokkal az életemben” – nyilatkozta ezekről az évekről.
Egy interjújában elmondta: „Véletlenül kerültem a zenébe. Igazából rajzolni akartam, vagy nyelveket tanulni. Egy próbára vittek el a zeneiskolába, … és kiderült, abszolút hallásom van – azóta nem váltam el a zenétől. Engem követve a húgaim, sőt a bátyám is tanult zenét. Azonban csak én és a második nővérem, … Alekszandra maradtunk benne komolyan, ő csembalóművész.”
Számos nemzetközi zenei verseny díjazottja: 1994-ben 1. díjat nyert a moszkvai „Klasszikus Örökség” nemzetközi versenyen. 2006-ban Szerbiában nyert 3. helyezést és a Sosztakovics különdíjat is megkapta. Ugyanebben az évben megszerezte a lipcsei 15. Bach Nemzetközi Zongoraverseny 2. helyét. 2007-ben 4. helyezett és különdíjas lett az ausztriai Brahms Nemzetközi Zongoraversenyen, a következő évben pedig Japánban lett második helyezett és különdíjas a nemzetközi zongoraversenyen, Szalonikiben pedig kamaraegyüttesek versenyén lett 2. helyezett. 2009-ben megnyerte a bécsi 1. nemzetközi Rosario Marciano Zongoraversenyt, a svájci „Jövő Virtuózai” nemzetközi versenyen második, a brémai Nemzetközi Zongoraversenyen 3. díjat nyert. 2010-ben a bakui Kara Karajev Verseny nagydíjgyőztese lett. 2011-ben harmadik díjat nyert a zágrábi Nemzetközi Zongoraversenyen és a Prágai Tavasz Fesztiválon. A legnagyobb diadala 2012-ben a svájci Anda Géza Nemzetközi Zongoraverseny megnyerése, a Mozart-versenymű legjobb előadásának és közönségdíjának járó különdíj elnyerése volt. A zsűri méltatása szerint „Varvarának rendkívüli tehetsége van ahhoz, hogy olyan árnyalatokat és változásokat fejezzen ki, amelyeket a legtöbb zongorista könnyedén kihagy. Mély vágya, hogy megtalálja a végső kifejező eszközt, ami arra készteti, hogy megkérdőjelezze a hagyományokat, és a ragyogó zongoratechnika és a szélsőséges érzelmi állapotok kifejezésének legmagasabb pontjának elérésére való képességgel kombinálva kétségtelenül felfedezi a zongorista exkluzív tehetségét és nagyszerű zenei intellektusát”.
Az Anda Géza Concours első díjának eredményeként koncertek sorára hívták meg: többek között a Della Svizzera Italiana Zenekarral, a Musikkollegium Winterthurral, az SWR Sinfonieorchester Stuttgarttal, a Jénai Filharmonikusokkal, a Brandenburgische Staatsorchester Frankfurttal, az Olomouc Filharmóniával, a Bécsi Kamarazenekarral, a Magyar Rádió Szimfonikus Zenekarával, a Neue Philharmonie Westfalennel, a Kammerphilharmonie Graubündennel, a Schaffhausen Sinfoniettával és az Orchestre National de Lille-lel. Ettől kezdve a koncertező művészek életét éli: Oroszországon kívül rendszeresen ad hangversenyeket Németországban, Franciaországban, Spanyolországban, Lengyelországban, Olaszországban, Ausztriában, Japánban, Svájcban, Csehországban és Magyarországon. Koncertművészként fellépett zürichi Tonhallében, az Auditorio Madridban, a Moszkvai Konzervatóriumban, a Párizsi Filharmóniában, a barcelonai Palau de la Músicában, a Le Corum Montpellier-ben, a milánói Verdi Conservatorióban, a torinói Auditorio Lingottóban, az lyoni Auditoriumban, a Mariinszkij Színházban, a prágai Rudolfinumban, a salzburgi Mozarteumban és a dortmundi Konzerthausban. Számos neves szimfonikus zenekarral dolgozik együtt, miközben aktívan részt vesz kamarakoncerteken is. Neves karmesterek sorával lép fel, például Eliahu Inbal, Valerij Gergijev, David Zinman, Cornelius Meister, Vásáry Tamás, Clemens Schuldt, Alexander Liebreich, Yaron Traub vagy Vlagyimir Fedoszejev.
Varvara Nyepomnyascsaja a fiatal zongorista generáció legfajsúlyosabb előadói közé tartozik. Nagyszerű személyisége, magával ragadó zeneisége és széles repertoárja révén olyan sokoldalú művész, akinek kiemelt célja, hogy formát adjon előadásainak, hogy felfedezze a zongoraestek külső határait.

## Felvételei
| Megjelenés | Tartalom                                                                                 | Közreműködők | Kiadó               |
| ---------- | ---------------------------------------------------------------------------------------- | ------------ | ------------------- |
| 2014       | Werke von Beethoven, Händel und Schumann – Live Recording vom Klavier-Festival Ruhr 2013 |              | Initiativkreis Ruhr |
| 2015       | Händel – Händel Suites                                                                   |              | DisCamera           |
| 2016       | Mozart                                                                                   |              | DisCamera           |
| 2018       | Liszt & Pärt                                                                             |              | DisCamera           |